# Gebetbuch Ottos III.

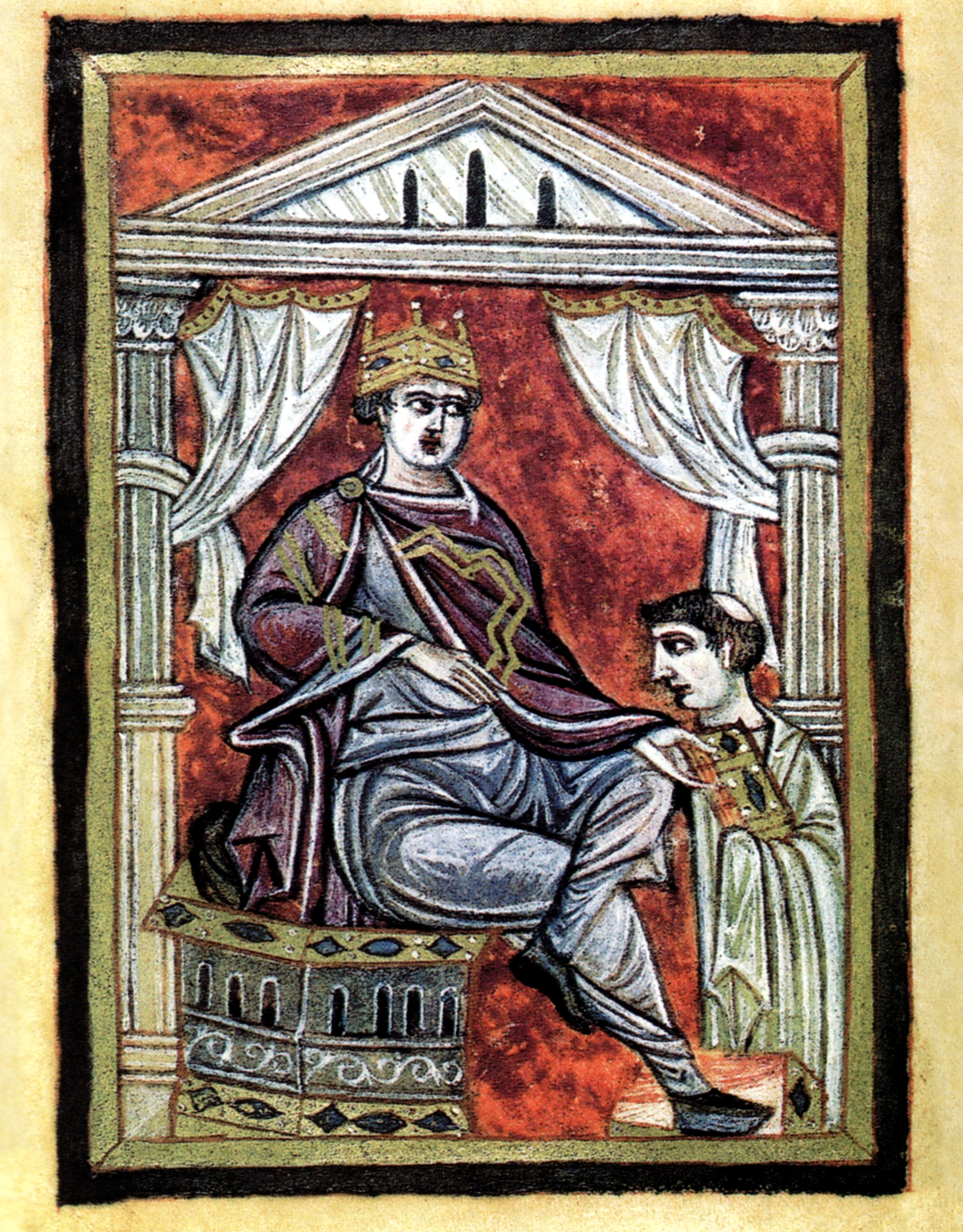
Fol. 43v: König Otto nimmt die Handschrift entgegen.

Das Gebetbuch Ottos III., auch als Königsgebetbuch Ottos III. oder als Pommersfelder Gebetbuch bezeichnet, ist eine mittelalterliche Handschrift, die zu den Hauptwerken der ottonischen Buchmalerei gezählt wird. Die Handschrift wird seit 1994 unter der Signatur Clm 30111 in der Bayerischen Staatsbibliothek in München aufbewahrt. Die zwischen 984 und 991 entstandene und zum Privatgebrauch des jungen Königs Otto III. bestimmte Handschrift ist das einzige erhaltene Gebetbuch eines Königs der ottonischen Zeit. Texte und Buchkunst der Handschrift vermitteln ein monastisch geprägtes Herrscherideal.

## Beschreibung

### Das Buch
Der Codex ist mit einem Format von 15 × 12 cm ungewöhnlich klein, aber dafür ausgesprochen prächtig ausgestattet. Die 44 Pergamentblätter sind mit Goldtinte auf gemaltem Purpurgrund beschrieben. Der Buchschmuck besteht aus fünf ganzseitigen Miniaturen und insgesamt 25 kleinen Goldinitialen mit roten Konturen und blauen Binnengründen. Die Schrift ist eine regelmäßige karolingische Minuskel; einige Überschriften sind in Capitalis rustica ausgeführt. Die Schriftfläche misst 9,5 × 7,5 cm und ist von einer zinnoberrot umsäumten Goldleiste gerahmt. Die durchschnittlich 14 bis 15 Zeilen pro Seite wurden mit einem Griffel vorgezeichnet.
Die Handschrift ist seit 1950 in zwei mit blauem, in sich gemustertem Samt bezogene hölzerne Buchdeckel gebunden, die durch zwei Schließen mit Lederschlaufen zusammengehalten werden. Dieser Einband ersetzte einen schwarzen Samteinband, der ebenfalls nicht ursprünglich war. Der Buchblock weist einen Goldschnitt auf, weshalb eine Neubindung im Barock vermutet wird.
Die Handschrift ist weitgehend vollständig. Sie enthält alles Wesentliche, was in einem Gebetbuch für die private Andacht eines Laien zu erwarten ist. Dennoch können einzelne Blätter verloren gegangen sein, wobei jedoch Wert darauf gelegt wurde, das Gebetbuch in einem vollständig erscheinenden Zustand zu erhalten. Auf fol. 31r ist oben ein isolierter Gebetsschluss sorgfältig getilgt worden; der Beginn des Gebets muss sich auf einem verlorenen Vorblatt befunden haben. Vermutlich ist das äußere Doppelblatt zur Lage fol. 31–36 verloren gegangen, hierfür spricht auch, dass die Lage heute mit einer Rubrik für ein Morgengebet schließt, der sich auf fol. 37r jedoch kein Morgengebet anschließt. Das Lagenschema lautet I + 2 IV + II + IV + 2 III + I.

### Der Text

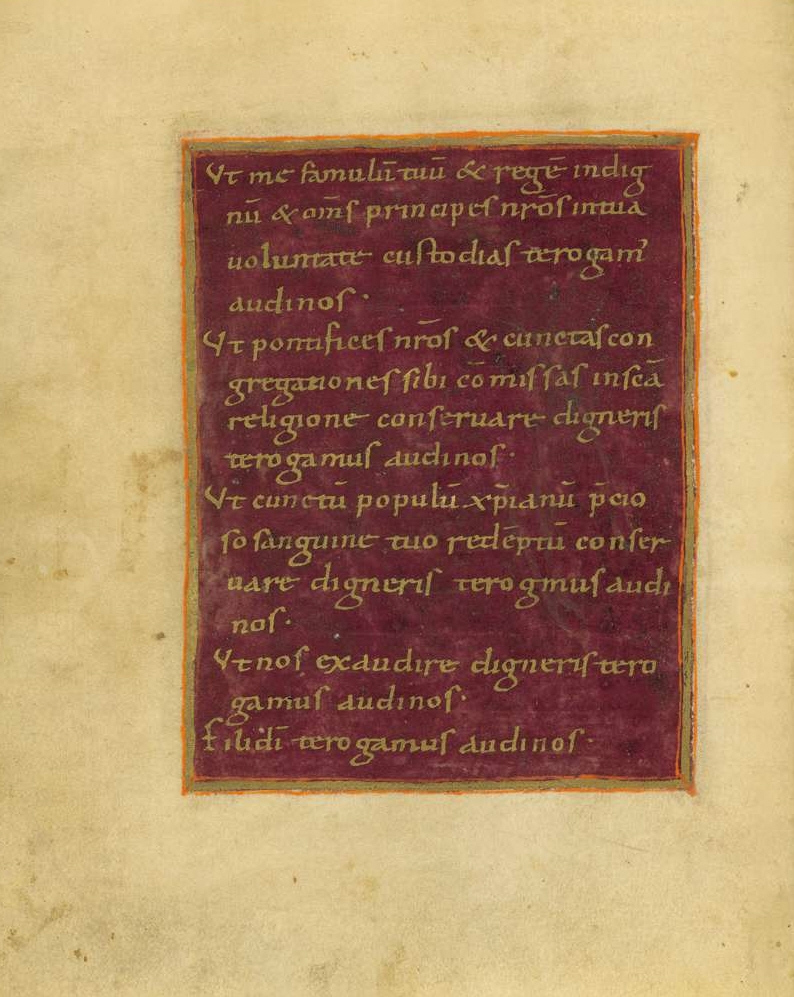
Fol. 18v: Ausschnitt aus den Fürbitten der Litanei

Der Codex ist das private Gebetbuch eines Königs und gehört schon deshalb zu einem selten überlieferten Handschriftentypus. Außer dem Gebetbuch Ottos III. sind nur das Gebetbuch Karls des Kahlen (München, Schatzkammer der Residenz, Inv.-Nr. 4) und ein Psalter erhalten, der für den privaten Gebrauch Ludwigs des Deutschen geschrieben wurde (Berlin, Staatsbibliothek, Ms. theol. lat. fol. 58). Einen festen Kanon oder eine Textvorlage für private Gebetbücher gab es nicht.
Nach der ersten Miniatur beginnt die Handschrift mit den Psalmen 6, 31, 37, 50, 101, 129 und 142, den sogenannten Bußpsalmen. Die in den Bußpsalmen ausgedrückte Glaubenshaltung war, dass der Mensch sündig und sein Abstand zur erhabenen Majestät Gottes unüberbrückbar war, so dass er Heilige und Engel als Vermittler und Fürbitter benötigte. Nach einer Rubrik folgt eine Allerheiligenlitanei; insgesamt werden 81 Heilige um Beistand angerufen. Die Fürbitten der Litanei umfassen zahlreiche Anliegen, unter anderem Frieden und Eintracht, wahre Reue und Nachlass der Sünden. Für sich selbst erfleht der Betende Zerknirschung des Herzens und die Gabe der Tränen, Bewahrung vor der ewigen Verdammnis, Gottes Erbarmen und in Bewusstsein seines königlichen Rangs und der Verantwortung des Herrschers:

“ut me famulum tuum et regem indignum et omnes principes nostros in tua voluntate custodias, te rogamus audi nos”

„dass du mich, deinen unwürdigen Knecht und König, und alle unsere Fürsten bewachst, wie es deinem Willen entspricht, das bitten wir dich, erhöre uns.“

Nach dem dreimaligen Kyrie und dem Vaterunser folgen vier Schlussgebete und die zweite Miniatur. Fol. 21v, die Rückseite der Majestas, ist unbeschrieben, zeigt jedoch den purpurnen Schriftspiegel der anderen Seite. Auf fol. 22r folgt eine Gebetseinleitung, der sich Gebete zu den Heiligen, den Aposteln, Maria, Gottvater, Christus, dem Heiligen Geist und der Dreifaltigkeit sowie ein Ablassgebet, ein Morgengebet, ein Kyrie und Kollektengebet, Gebete zur Kreuzverehrung und Gebete zum Betreten und Verlassen der Kirche anschließen. Nach dem letzten Gebet steht als Explicit Explicit liber sowie der Segenswunsch Tu rex vive feliciter. Amen (Du, König, lebe glücklich. Amen). Die Handschrift schließt mit dem Dedikationsbild und dem Widmungsgedicht.
Die Gebete sind nicht eigens für den Empfänger der Handschrift geschrieben worden. Mehrere Gebete, etwa das zu Gottvater fol. 26v, sind dem Alkuin zugeschriebenen Libellus precum des späten 8. Jahrhunderts entnommen. Die Zusammenstellung der Gebete im Gebetbuch Ottos III. ist ohne direktes Vorbild und stimmt mit keinem erhaltenen mittelalterlichen Gebetbuch überein.
Außer dem eigentlichen Text des Gebetbuches enthält der Codex auf fol. 1r., das ursprünglich leer war, in einer ins 11. Jahrhundert datierten Schrift den Besitzeintrag einer Duriswint; dieselbe Hand schrieb auch auf dem letzten Blatt einen Auszug aus der Genealogie Christi nieder.

### Die Miniaturen

#### Kreuzigung und Deesis

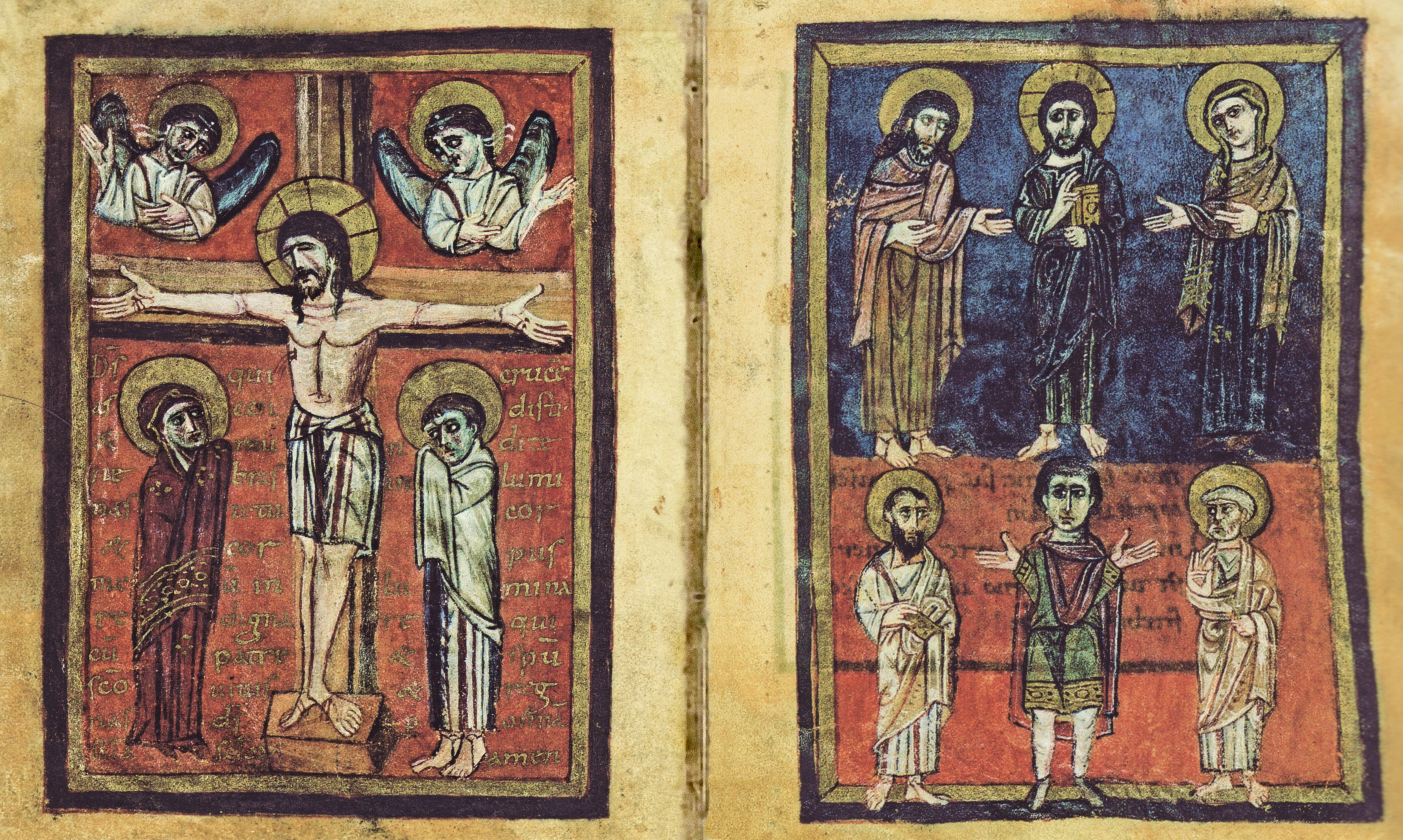
Fol. 1v/2r: Kreuzigung und Deesis

Die erste Miniatur zeigt auf der Versoseite die Kreuzigung, unten flankiert von Maria und dem Evangelisten Johannes, oben von den Personifikationen von Sol und Luna. Die Rectoseite ist in zwei Register geteilt. Im Oberen steht Christus im Sinn der Deesis zwischen Johannes dem Täufer und Maria, die sich ihm zuwenden. Unten ist ein barhäuptiger junger Laie in Gebetshaltung zwischen den durch ihre Attribute gekennzeichneten Heiligen Petrus und Paulus abgebildet. Er trägt ein mit Goldborten besetztes Gewand, darüber einen als Chlamys bezeichneten kurzen Mantel, dessen Purpurfarbe ihn als König ausweist. Insignien, wie zum Beispiel eine Krone, fehlen. Im Begleittext der Kreuzigung bittet der Betende den rex regum (König der Könige, gemeint ist Christus) um die Erleuchtung von Herz und Leib im Sinn der Kreuznachfolge. Das Gebet lautet:

“Deus qui crucem ascendisti et mundi tenebras inluminasti tu cor et corpus meum inluminare dignare qui cum patre et spiritu sancto vivas et regnas deus per omnia secula seculorum. Amen.”

„Gott, der du das Kreuz erstiegen und die Dunkelheit der Welt erleuchtet hast, wollest mein Herz und Leib erleuchten, der du, Gott, mit Vater und dem Heiligen Geist lebst und regierst in Ewigkeit. Amen.“

Das Gebet setzt sich aus Betrachtung und Bitte zusammen und bindet den Betrachter in die Miniatur ein. Der auf der Gegenseite abgebildete junge König ist gleichzeitig Betrachter der Kreuznachfolge wie auch Objekt eigener Betrachtung.

#### Otto in Proskynese und Majestas

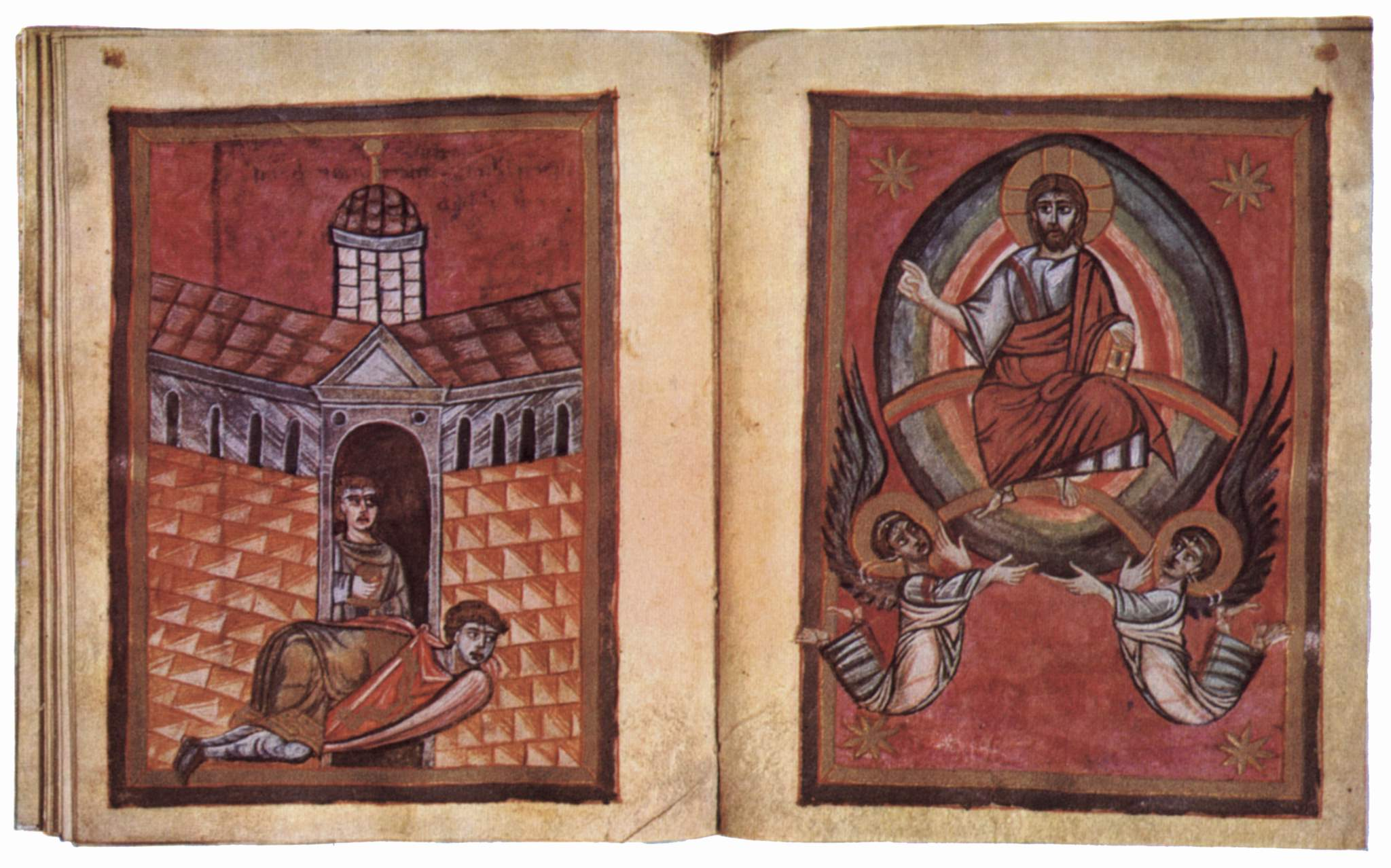
Fol. 20v/21r: Otto in Proskynese vor dem Weltenherrscher

Die Verso-Seite zeigt denselben jungen König wie das Deesis-Bild in tiefer Proskynese, einer Geste der demütigen Verehrung. Er trägt den Purpurchlamys sowie eine golddurchwirkte Brustbinde, die möglicherweise vom Loros der byzantinischen Kaisertracht beeinflusst ist, jedoch keine Herrschaftsinsignien. Er liegt vor einer herrschaftlichen Architektur mit einem zentralen Torbogen und darüber aufragenden Turm, in der eine Figur mit erhobenem Schwert steht. Sein Blick ist auf die auf der Recto-Seite dargestellte Majestas gerichtet. Der Schwertträger hinter ihm ist mit einer blauen Tunika und Purpurchlamys, identisch zum König, bekleidet. Wie der König ist er mit der Vision der Majestas begnadet.
Auf der Gegenseite thront Christus in der von zwei Engeln gehaltenen Mandorla. Er sitzt auf einem goldenen Kreissegment, die Füße ruhen auf einem Regenbogen. Gekleidet ist er in eine grün-rosa Tunika mit Purpurclavi (Streifen, die sich aus der Tracht römischer Adeliger ableiten) und ein goldenes Pallium. Die rechte Hand ist zum Segen erhoben, in der linken Hand hält er ein Buch. In den Bildecken befinden sich vier goldene Sterne. Der Blick Christi ist auf den in Gebet verharrenden König gerichtet. Die Majestas ist keine Majestas Domini, sondern eine Engelmajestas. Sie steht für den in der Vision erschienenen, erhöhten Gottessohn.

#### Dedikationsbild
Das abschließende Bild, dem auf der Rectoseite ein Widmungstext gegenübersteht, zeigt den thronenden König. Er trägt über der Tunika den Purpurchlamys mit goldenem Ornamentbesatz und eine vierseitige, kastenförmige Krone. Er sitzt mit gekreuzten Beinen auf einem verzierten Kastenthron unter einem von zwei Säulen getragenen Giebel. Von rechts nähert sich ihm ein im Sinn der Bedeutungsperspektive bedeutend kleiner dargestellter Kanoniker in einfacher Kleidung, der das Buch überreicht. Dem Bild gegenüber steht das hexametrische Widmungsgedicht:

“Hunc satis exiguum, rex illustrissime regum / Accipe sed vestra dignum pietate libellum / Auro quem scripsi, signis variisque paravi / Multiplici vestro quia mens mea fervet amore / quapropter suplex humili vos voce saluto / Et precor, ut tibi vita salus perpesque potestas / Tempore sit vite, donec translatus ad astra / cum Christo maneas, virgeas cum regibus almis”

„Nimm an, erhabener König der Könige, dieses bescheidene, aber unserer Verehrung für euch würdige Büchlein, das ich mit Gold geschrieben und mit verschiedenen Bildern ausgestattet habe, weil mein Herz in aller Liebe zu euch brennt. Deshalb grüße ich euch kniefällig mit demütigen Worten und bitte, dass Dir zeitlebens Heil und dauernde Macht zuteil wird, bis du zu den Sternen entrückt bei Christus sein wirst zusammen mit den Königen im Himmel.“

## Kunsthistorische Erkenntnisse

### Datierung und Lokalisierung
Der Heiligenbestand der Litanei enthält zahlreiche Heilige, die aus der Diözese Mainz stammen und dort ihren Verehrungsschwerpunkt hatten, unter anderem Ferrucius, Albanus, Theonestus und Aureus, was eine Entstehung in Mainz nahelegt. Unsicher ist, ob der Codex am Dom oder im Kloster St. Alban geschrieben wurde. Der Empfänger der Handschrift ist in dieser nicht namentlich benannt, was ihre Datierung erschwerte. Aufgrund seiner Darstellung im Deesisbild als bartloser Jüngling sowie einiger Rubriken, die sich an einen noch jungen König richten, kamen als Empfänger jedoch nur Otto III., Heinrich IV. sowie dessen Söhne Heinrich V. und Konrad in Betracht. Aus der Fürbitte „dass du mich, deinen unwürdigen Knecht und König und alle unsere Fürsten bewahrst, wie es deinem Willen entspricht“ wurde gefolgert, dass der König im jugendlichen Alter bereits selbstständig regiert haben müsse, weshalb die Söhne Heinrichs IV. als Empfänger abgelehnt wurden, da sie erst als Erwachsene die Königswürde erlangten. Aufgrund des byzantinischen Einflusses in den Miniaturen, Ottos III. Abstammung von der Byzantinerin Theophanu und des Umstands, dass deren Kanzler und Vertrauter Willigis Erzbischof von Mainz war, erfolgte die Identifizierung des Empfängers als Otto III. und die Datierung zwischen dessen Krönung zum König 983 und dem Tod der Theophanu 991. Auch paläographisch ist die Datierung in diese Zeit gesichert: Der Schreiber des Gebetbuches fertigte auch ein heute nur noch als Fragment erhaltenes Evangeliar (Epinal, Bibliothèque municipale, ms. 201) an, das ebenfalls nach Mainz lokalisiert wird. Hartmut Hoffmann identifizierte ihn außerdem als einen von drei Schreibern des heute im Vatikan aufbewahrten Evangelistars BAV Reg. lat. 15, bei dem er lediglich fol. 1r und 2v geschrieben habe. An diesem Evangelistar wirkte Hoffmann zufolge auch der Meister des Registrum Gregorii mit, der vielleicht beste Buchmaler der ottonischen Kunst.
Als Auftraggeber des Gebetbuchs wird überwiegend Erzbischof Willigis vermutet. Hoffmann wies jedoch darauf hin, dass sich das scripsi im Widmungsgedicht nicht als Ich habe schreiben lassen übersetzen lasse und Willigis sicher auch begabtere Maler und bessere Schreiber für ein solches Geschenk gefunden hätte. Der Stifter des Gebetbuches erscheint im Widmungsbild als Kleriker, und nach dem Wortlaut war er mit dem König gut vertraut. Davon ausgehend erwägt Hauke, dass das Gebetbuch ein Geschenk Bernwards von Hildesheim gewesen sein könne. Bernward war 987 durch Theophanu, möglicherweise auf Vorschlag des Willigis, der ihn um 985 zum Diakon und Priester geweiht hatte, zum Erzieher Ottos ernannt worden, was er bis zur Weihe als Bischof von Hildesheim 993 blieb. Otto und Bernward blieben bis zu Ottos frühem Tod befreundet.

### Das Bildprogramm der Handschrift
Ein bestimmtes Dekorationsprogramm für private Gebetbücher gab es nicht, im Gegensatz zum anderen privaten Gebet- und Andachtsbuch, dem Psalter. Der überwiegende Teil der erhaltenen frühmittelalterlichen Gebetbücher ist bilderlos oder weist nur mehr oder weniger aufwendige Initialen auf. Text und Miniaturen des Gebetbuchs Ottos III. folgen einer bestimmten Planung, die Miniaturen sind ein integraler Teil der Handschrift. Sie gliedern die Handschrift, gleichzeitig dienten sie der andächtigen Betrachtung. Der Inhalt der Miniaturen ist dem auf Christus zentrierten mittelalterlichen Herrschaftsverständnis verhaftet, das das Königtum als ein von Gott verliehenes Amt begreift.
Winterer weist darauf hin, dass die Rolle des Abtes, wie sie in der Benediktsregel niedergelegt ist, auch als eine Richtschnur für königliches Handeln gesehen wurde. Deshalb sei im Gebetbuch mehrfach der Einfluss monastischer Meditationsliteratur, namentlich des Figurengedichts De laudibus sanctae crucis von Hrabanus Maurus, feststellbar. Ebenso wie dieses Werk beginne das Gebetbuch mit der Kreuzigung und einer Herrscherdarstellung. Auch im Bild des in Proskynese betenden Königs sei ein Einfluss des Bildgedichts Hrabanus’ feststellbar, das eine Miniatur des das Kreuz in dieser Haltung verehrenden Dichters enthält. Das Kreuz, das von Hrabanus und im ebenfalls von Hrabanus’ Bildgedicht beeinflussten Anbetungsbild im Gebetbuch Karls des Kahlen verehrt wird, sei im Gebetbuch Ottos durch Christus ersetzt, der Otto die Mitherrschaft im Himmel verheiße. Erst mit dem Thronbild verlasse der König die demütig-mönchische Rolle. Die Bilder des Gebetbuches stellen den König in seinem Erleuchtungsprozess dar: Nach der Bitte um Erleuchtung, wie sie im Bildtext des Kreuzigungsbildes ausgesprochen wird, wird dem demütigen Stellvertreter Christi auf Erden im Devotionsbild die Vision Christi gewährt. Im abschließenden Bild nimmt der König die Handschrift entgegen, wobei der gegenüberstehende Widmungstext seine Frömmigkeit und erfolgte Erleuchtung betont und ihm beständige Königsmacht wünscht. Die Bilder spiegeln daher Vorstellungen der Königsherrschaft wider.

#### Deesis
Das Motiv der Deesis stammt aus Byzanz; die Darstellung im Gebetbuch Ottos III. ist das früheste Beispiel für diesen Bildtypus in der abendländischen Buchmalerei. Die Bitte, mit der sich Maria und Johannes in der Miniatur an Christus wenden, muss als Fürbitte für den Herrscher, der durch seine Darstellung im unteren Bildfeld in die himmlische Hierarchie aufgenommen ist, und seine unter Christi Schutz stehende Herrschaft verstanden werden. Die Apostel Petrus und Paulus stehen in der Miniatur als persönliche Schutzpatrone Ottos, haben jedoch darüber hinaus einen Bezug auf Rom. Sie sind Repräsentanten der Kirche, Schutzpatrone der Stadt Rom und damit die Garanten seiner Herrschaft. Auch die Hintergrundfarben der Deesis-Darstellung haben Bedeutung: Die eigentliche Deesis steht vor einem tiefen Dunkelblau, das die himmlischen Sphären kennzeichnen; der Purpurgrund des unteren Registers kennzeichnet die Sphäre des von Gott eingesetzten Herrschers.

#### Proskynese und Majestas

Gebetbuch Karls des Kahlen, Schatzkammer der Residenz, München, fol. 38v/39r: Karl der Kahle verehrt das Kreuz. Die zwischen 846 und 869 entstandene Miniatur ist eine Parallele zu den Bildern des Gebetbuchs Ottos III.

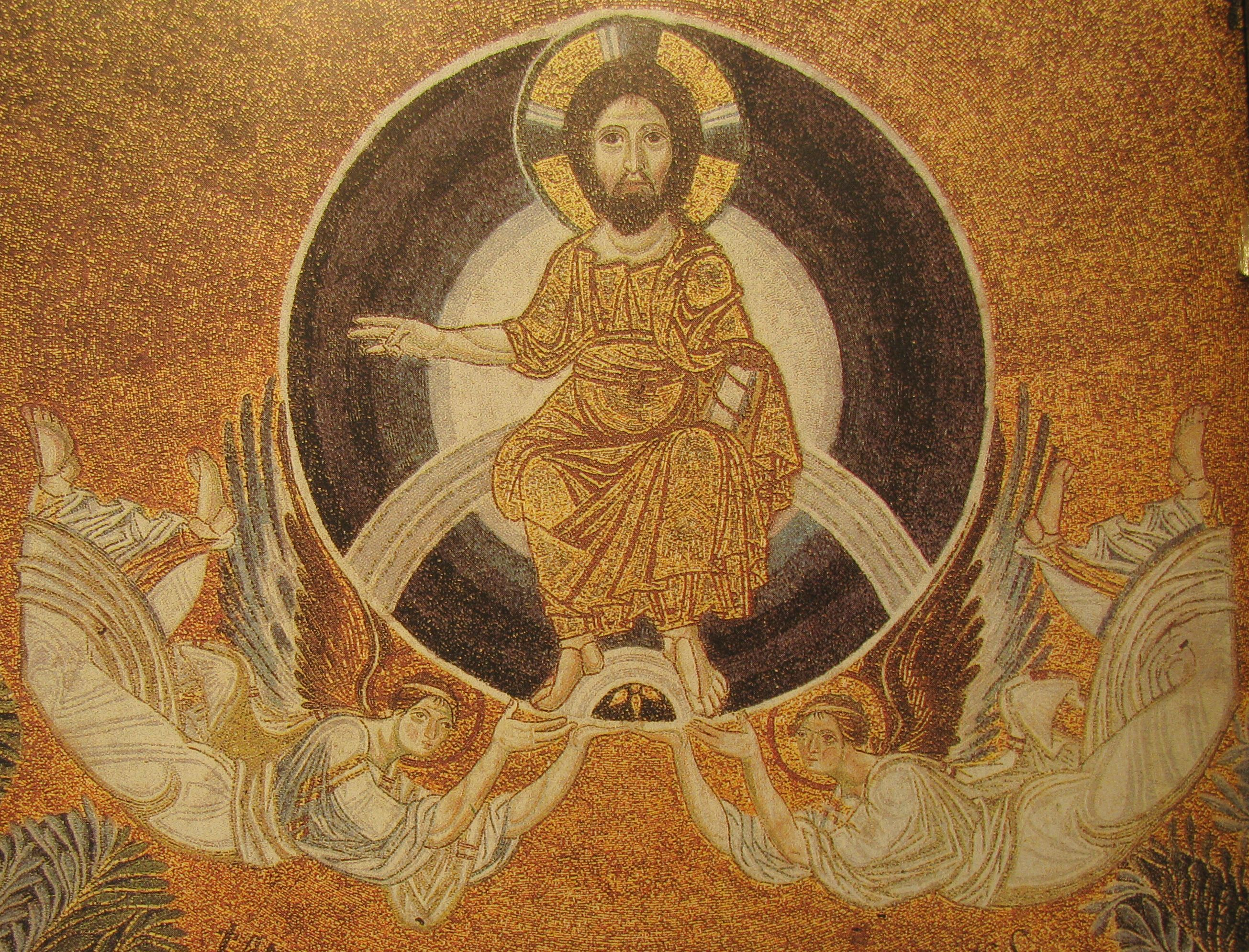
Der von Engeln getragene Christus in der Mandorla. Byzantinisches Mosaik des 8. Jh. in der Hagia Sophia in Thessaloniki

Die eher seltene Verteilung eines Anbetungsbildes auf zwei gegenüberliegende Seiten kam bereits im Gebetbuch Karls des Kahlen vor und erscheint etwa gleichzeitig mit dem Entstehen des Gebetbuchs Ottos III. im Everger-Epistular.
Die Proskynese war im Hofzeremoniell des Westens unüblich, aber Teil der Liturgie bei der Verehrung des Kreuzes. Nach dem Mainzer Königsordo, der die Krönungszeremonie des Ostfränkischen Reiches überliefert, lag der König während der Litanei in Kreuzhaltung vor dem Altar. Als ikonographisches Motiv stammt die Proskynese aus Byzanz als sichtbarer Ausdruck des Gedankens, dass der Herrscher als Vasall und Stellvertreter Christi handele. Die Proskynese vor dem Kreuz in der westlichen Buchmalerei ist wiederum von der Darstellung des Hrabanus Maurus in seinem Figurengedicht De laudibus sanctae crucis beeinflusst.
In der Architekturdarstellung könnte eine Anspielung auf eine Stadt verborgen sein, nämlich Aachen. Hierfür spricht insbesondere der ungewöhnlich stark hervortretende Mauercharakter, der nicht den herkömmlichen Hoheitsformeln für Innenräume, wie zum Beispiel Säulen, Giebel und Vorhängen, entspricht. Saurma-Jeltsch sieht in der Architekturdarstellung dagegen die Flächenprojektion eines Kirchenbaus, in dem der Gebetsvorgang stattfindet. Der Arkadenbogen diene sowohl als Hoheitszeichen als auch als Zeichen dafür, dass die Ereignisse im Zentrum des Raumes stattfänden, in dem der Schwertträger hinter dem betenden König stehe. Saurma-Jeltsch vermutet, dass die Figur des Schwertträgers eine Verdoppelung des Herrschers sein könne. Schwertträger sind als Begleitfiguren in Herrscherdarstellungen häufiger, allerdings nicht in Devotionsbildern. Das Schwert war ein Herrschaftssymbol, die Übernahme des Schwertes während der Krönungszeremonie machte den König zum „defensor ecclesiae“, zum Verteidiger des Glaubens.
Die Majestas-Darstellung zeigt den Einfluss byzantinischer Himmelfahrtsdarstellungen; Lauer verweist beispielsweise auf das Kuppelmosaik in der Hagia Sophia in Thessaloniki, in dem die Haltung Christi und der Engel fast identisch sei. Durch sein demütiges Gebet empfängt der König die Vision Christi, der ihm seinen Segen spendet. Der auf Christus gerichtete Blick erhebt den König trotz der Demutshaltung – er ist offenbar der Anschauung Christi würdig.

#### Dedikationsbild und Widmungsgedicht
Das Thronbild erscheint gegenüber den anderen Miniaturen der Handschrift weniger gelungen; möglicherweise sah sich der Maler, der bei Kreuzigung, Deesis und Majestas auf vertraute Motive zurückgreifen konnte, bei diesem mit einer ungewohnten Aufgabe konfrontiert, da die byzantinische Kunst Dedikationsbilder nicht kennt. Auffällig ist, dass die durch ihre weiße Farbe als Marmor gekennzeichnete Aedikula, unter der der König thront, den Rahmen überschneidet. Lauer hält es für möglich, dass der Maler sie aus einem anderen Zusammenhang kopierte. Der das Buch überreichende Geistliche ist unorganisch eingefügt und hat keine Blickbeziehung zum König. Haltung und Gestik des Königs passen nicht, der König sitzt nicht fest auf dem Thron, sondern scheint auf dessen Vorderkante zu balancieren. Möglicherweise griff der Maler auf verschiedene Vorbilder zurück. Im Typus ist ein Einfluss des zweiten Dedikationsbildes aus einer Handschrift des De laudibus sanctae crucis (Vatikan, BAV, Reg. lat. 124) möglich, die sich zur Entstehungszeit des Gebetbuches in Mainz befand.

Der Evangelist Lukas des Lorscher Evangeliars weist eine vergleichbare Haltung zu König Otto im Gebetbuch auf. (Vatikan, BAV, Pal. lat. 50, fol. 1v.; Hofschule Karls des Großen, um 810)

Durch die Aedikula wird das Dedikationsbild einem Herrscherbild angenähert. Das Motiv der Aedikula fand gelegentlich in Herrscherbildern, häufiger in Evangelistenbildern Anwendung. Der Maler könnte die Aedikula ebenfalls aus der karolingischen Buchmalerei übernommen haben. Auch die Figur des Königs weist Bezüge zur karolingischen Buchmalerei auf, seine Haltung ist nahe mit der des Evangelisten Lukas des Lorscher Evangeliars verwandt, selbst die Falten unter oder hinter der Hüfte.

## Geschichte
Otto III. dürfte das Gebetbuch bis an sein Lebensende benutzt haben. Nach dem Tod Ottos III. im Jahre 1002 gelangte die Handschrift möglicherweise in den Besitz einer seiner Schwestern, die bedeutenden Frauenstiften vorstanden. Der Namenseintrag der Duriswint, über die nicht mehr bekannt ist, könnte in einem dieser Stifte entstanden sein. Später, der genaue Zeitpunkt ist nicht bekannt, gelangte die Handschrift in den Besitz der Grafen von Schönborn und wurde auf Schloss Weissenstein in Pommersfelden in den Privatgemächern der Grafen aufbewahrt, bevor sie unter der Signatur Hs. 2490 in die Schlossbibliothek kam.
1847 berichtete Ludwig Konrad Bethmann in einem Aufsatz erstmals über die Handschrift, als deren Empfänger er Heinrich IV. vermutete.
1897 erfolgte durch Joseph Anton Endres und Adalbert Ebner (1861–1898) eine erste ausführliche Beschreibung, die weiter an der Zuschreibung an Heinrich IV. festhielt. 1950 wurde der Codex restauriert und neu gebunden, wobei versucht wurde, den ursprünglichen Zustand wiederherzustellen, der bei einer früheren Neubindung verändert worden war. Die Identifizierung Ottos III. als Empfänger der Handschrift erfolgte 1957 durch Carl Nordenfalk (1907–1992).
1994 verkaufte Karl Graf von Schönborn-Wiesentheid die Handschrift für 7,4 Millionen Deutsche Mark an eine Finanzierungskoalition aus der Bundesrepublik Deutschland, der Kulturstiftung der Länder, dem Freistaat Bayern sowie der Bayerischen Landesstiftung, um mit dem Erlös Schloss Pommersfelden sanieren zu können. Seitdem befindet sich der Codex unter der Signatur Clm 30111 in der Bayerischen Staatsbibliothek.

## Faksimile
Das Gebetbuch Ottos III. wurde 2008 als Faksimile einer breiteren Öffentlichkeit zugänglich gemacht. Der Codex ist zudem als Digitalisat der Bayerischen Staatsbibliothek im Internet zugänglich.